# Adolf Smekal
Adolf Gustav Stephan Smekal (Viena, Imperio austro-húngaro, 12 de septiembre de 1895-Graz, Austria, 7 de marzo de 1959) fue un físico teórico austriaco, interesado especialmente en la física del estado sólido. Se le conoce por la predicción de la difusión inelástica de los fotones, el conocido como efecto Smekal-Raman.

## Biografía
Nació en Viena en 1895. Era hijo de Gustav Smekal, oficial de artillería, y Wilhelmine, cuyo apellido de soltera era Hauptmann. Tras un año preparatorio en Universidad Técnica de Viena, se trasladó a la de Graz para estudiar Física, Matemáticas, Química y Astronomía; fue allí donde obtuvo su doctorado. Tras librarse del servicio militar por su miopía, continuó sus estudios en la Universidad de Berlín, donde coincidió con científicos de la talla de Albert Einstein, Max Planck, Emil Warburg y Heinrich Rubens.
Durante el curso 1919-1920, ejerció de asistente de Ludwig Flamm en la Universidad Técnica de la capital austriaca. Después fue profesor titular en ese mismo centro, en la Universidad Martín Lutero de Halle-Wittenberg, en la de Graz y en la Universidad Técnica de Darmstadt.
Especializado en la física del estado sólido, confirmó el que daría en llamarse efecto Smekal-Raman: predijo los efectos de la dispersión inelástica de la luz en una molécula que había sido previamente detectada por Chandrasekhara Venkata Raman, que recibió el Premio Nobel de Física en 1928 por ello. Estudió también la estructura molecular y las propiedades de los cuerpos sólidos.
Falleció en Graz en 1959, a los 63 años de edad.

## Obras
- 1. Quantentheorie. y 2. Aufbau der zusammenhängenden Materie. En: Handbuch der Physik. Band 24. Editado por H. Bethe, Julius Springer, Berlín, 1933
- Allgemeine Grundlagen der Quantenstatistik und Quantentheorie. B. G. Teubner, Leipzig, 1926 (Enzyklopädie der mathematischen Wissenschaften)
- Zur Fehlstruktur der Röntgenserien. A. Hölder, Viena, 1921
- Über Rutherford's X, und die Abweichungen vom Coulomb'schen Gesetze in grosser Nähe der elementaren elektrischen Ladungen. A. Hölder, Viena, 1921
- Über die Dimensionen der a-Partikel und die Abweichungen vom Coulomb'schen Gesetze in grosser Nähe elektrischer Ladungen. A. Hölder, Viena, 1920.
- Zur Thermodynamik kondensierter Systeme. Hölder, Viena, 1915
- Zur Theorie der Röntgenspektren. Zur Frage der Elektronenanordnung im Atom. Hölder, Viena.